# Кертин, Юджин
Юджин Кертин (англ. Eugene Curtin, род. 3 апреля 1960) — ирландский шахматист, национальный мастер.

## Шахматная карьера
Чемпион Ирландии 1984 и 1985 (совместно с М. Орром).
В составе сборной Ирландии участник шахматной олимпиады 1980 г.
В 1979 г. представлял Ирландию на юношеском чемпионате Европы.
С конца 1980-х гг. живет в США. Трижды выигрывал чемпионат штата Техас 1990, 1991 и 1998 г. 
Имеет степень PhD по математике (диссертация защищена в Техасском университете).

## Спортивные результаты
| Год         | Город          | Соревнование                                 | + | − | = | Результат | Место |
| ----------- | -------------- | -------------------------------------------- | - | - | - | --------- | ----- |
| 1979 / 1980 | Гронинген      | Юношеский чемпионат Европы                   |   |   |   | 6½ из 13  | [ 1 ] |
| 1980        | Мальта         | XXIV Олимпиада (сборная Ирландии, ?-я доска) |   |   |   |           |       |
| 1984        | Ньюкасл (Даун) | Чемпионат Ирландии                           |   |   |   |           | 1     |
| 1985        | Дублин         | Чемпионат Ирландии                           |   |   |   |           | 1—2   |

## Изменения рейтинга
| Графики недоступны из-за технических проблем. См. информацию на Фабрикаторе и на mediawiki.org. |